# Siphonochilus brachystemon
Siphonochilus brachystemon là một loài thực vật có hoa trong họ Gừng. Loài này được Karl Moritz Schumann miêu tả khoa học đầu tiên năm 1894 dưới danh pháp Kaempferia brachystemon. Năm 1982 Brian Laurence Burtt chuyển nó sang chi Siphonochilus.